# Cramoner See
Der Cramoner See ist ein von der Stepenitz durchflossener See auf dem Gemeindegebiet von Cramonshagen im Landkreis Nordwestmecklenburg.
Das Gewässer befindet sich im Nordwesten Mecklenburg-Vorpommerns etwa fünf Kilometer nordwestlich des Schweriner Stadtrands. Am Ostufer erstrecken sich die Orte Cramon und Cramonshagen. Das mit einem Baumstreifen bestandene Westufer grenzt an die Gemeinden Mühlen Eichsen und Dragun. Der See, dessen Wasseroberfläche 43,1 m ü. NHN liegt, hat eine maximale Nord-Süd-Ausdehnung von 2,4 Kilometern und im Süden eine maximale Breite von 350 Metern. Im Norden erreicht der rinnenförmige See jedoch keine 200 Meter Breite. Der Fluss Stepenitz durchfließt den Cramoner See von Süd nach Nord und führt das Wasser über die Trave in die Ostsee ab.
Im Gegensatz zu den oberen Stepenitzseen kann der Cramoner See durch seine größere Tiefe und die schattigen Uferzonen eine Temperaturschichtung ausbilden. Der polytroph eingestufte See befindet sich im Landschaftsschutzgebiet Stepenitztal. Er weist Bestände an Aalen, Barschen, Bleien, Giebeln, Hechten, Karauschen, Karpfen, Plötzen, Schleien und Zandern auf.
In Zusammenhang mit der Aufstauung der Stepenitz im oberhalb und südlich liegenden Speicher Faulmühle, wurden am Cramoner See Anfang der 1980er Jahre ein Pumpwerk zur Beregnung landwirtschaftlicher Flächen und am Abfluss des Sees ein Wehr installiert. Letzteres sollte den maximalen Wasserstand um etwa 60 cm anheben. Durch die folgende Wassernutzung wurden bereits bei Errichtung Wasserstandsschwankungen von bis zu 1,5 Meter vorausgesehen.
Den Cramoner See erwähnt der Schriftsteller Uwe Johnson in den  Jahrestagen:
Im Sommer 1951 waren wir mit den Rädern unterwegs. Am Cramoner See, schräg gegenüber dem Dorf  Drieberg, machten wir Halt für eine halbe Stunde Schwimmens. (Uwe Johnson. Jahrestage. Band 3)
Auf dem Friedhof um die Dorfkirche von Cramon erinnert eine von Bernd Streiter im Jahr 2021 geschaffene Stele an den Schriftsteller mit diesem Zitat.